# Thomas L. Hayes

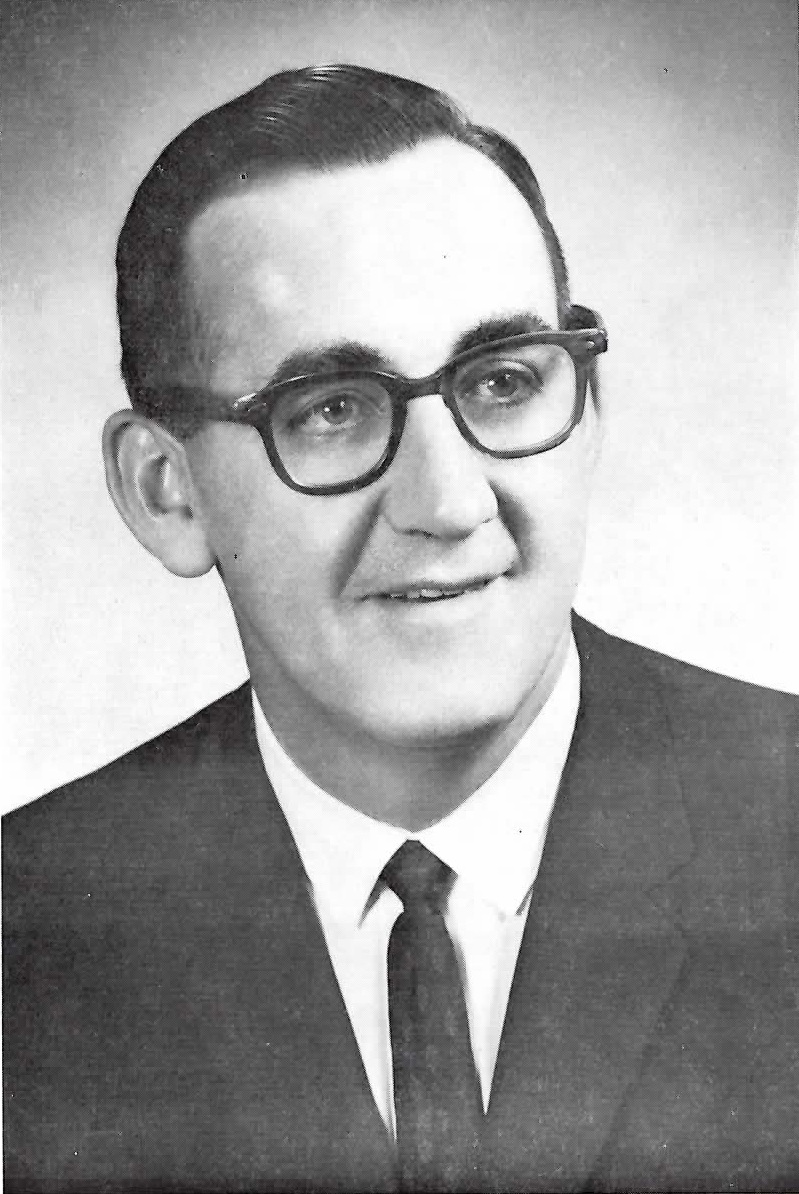
Thomas L. Hayes

Thomas L. Hayes (* 30. Mai 1926 in Fair Haven, Vermont; † 6. Mai 1987 in Boston, Massachusetts) war ein US-amerikanischer Politiker und Richter des Vermont Supreme Courts, der von 1969 bis 1971 Vizegouverneur von Vermont war.

## Leben
Thomas Lawlor Hayes wurde in Fair Haven, Vermont geboren. Er diente von 1944 bis 1946 in der United States Army als Infantrist im United States Army Signal Corps im Rang eines Unteroffiziers während des Pazifikkriegs.
Die University of Vermont schloss er 1950 ab und arbeitete fünfzehn Jahre im Büro des Senators Winston L. Prouty. Im Jahr 1955 erwarb er einen juristischen Abschluss an der Georgetown University.
Eine Kandidatur zum Gouverneur von Vermont scheiterte im Jahr 1966. Erfolgreicher Kandidat der Republikanischen Partei von Vermont war Hayes im Jahr 1968 bei seiner Kandidatur für das Amt des Vizegouverneurs von Vermont. Seine Amtszeit dauerte von 1969 bis 1971. Er war aktiv in der Opposition zum Vietnamkrieg. Er machte 1970 nationale Schlagzeilen, als er anordnete, dass Vermonts Flaggen nach dem Kent-State-Massaker auf halbmast gesetzt wurden, bei welchem an der Kent State University vier Studenten durch Mitglieder der Ohio Army National Guard getötet und neun Studenten verletzt wurden. Als Reaktion kehrte Gouverneur Deane C. Davis von einer Konferenz zurück nach Vermont und widerrief Hayes Anordnung.
Im selben Jahr verlor Hayes die Wahl zum Gouverneur gegen Davis. Später war er Rechtsberater für Gouverneur Thomas P. Salmon und wurde 1985 als Richter an den Obersten Gerichtshof von Vermont berufen. Dieses Amt hatte er bis zu seinem Tode inne.
Er war sehr vertraut mit der Verfassung von Vermont und schrieb Präzedenzfälle auf Grundlage dieses Dokumentes. Zum Zeitpunkt seines Todes musste sich Heyes für ein angebliches Fehlverhalten vor dem Judicial Conduct Board zusammen mit den Richtern William C. Hill und Ernest W. Gibson III. verantworten.
Er war mit Jenny Hayes verheiratet. Das Paar hatte drei Kinder.